# 威尼斯总督
威尼斯总督（威尼斯语：Doxe de Venexia [ˈdɔːze de veˈnɛsja]；意大利语：Doge di Venezia [ˈdɔːdʒe di veˈnɛttsja]），有时被称为威尼斯公爵、督治，是威尼斯共和国的行政长官，驻地为威尼斯总督宫。威尼斯总督通常由有威望的长者担任，由共和国的贵族选出，终身任职。“总督”是威尼斯或热那亚被选举出的领导人，其威尼斯语名称“Doxe”来自拉丁语“Dux”，是“领导人”之意，与中文意义上的“总督”或“公爵”有所區別，因其理論上低於神聖羅馬皇帝譯為總督，但具有獨立性。

## 历史
总督一职最早在726年设立，以代替先前的护民官。最早的总督是拜占庭帝国的代表，同时也是是教会和军事领袖。威尼斯逐渐向寡头政体的方向发展后，总督的一些关键职能逐渐被其他官员和威尼斯议会代替，而总督成为了一个代表性职位。末任总督是卢多维科·马宁，在拿破仑征服威尼斯后退位。

## 选举
总督的职权并未被特别限定，多由几个大家族的成员担任。早期几位总督在位时让自己的儿子担任公职，导致这一职位倾向于世袭君主制。后来共和国规定总督不得提名自己的继任者。1172年后，总督的选举权被交给威尼斯大议会选出的一个四十人委员会。1268年选举上做了新规定，以尽可能减少个别家族在选举中的影响。大议会抽签选出九人，这九人通过多个复杂的抽签和选举步骤选出真正具有投票权的四十一人，其中每一步都要求多达四分之三，至少过半的最低支持率才可通过。起初，选出的总督在宣誓就职前会被向人民公示，并附有说明：“如果你们同意，这就是你们的总督。”1423年，弗朗西斯科·福斯卡里当选后，说明被改成“你们的总督”。
1268年后总督受到严格监控，例如他打开外国信件时必须有其他官员在场。总督也不允许在外国拥有土地。一位总督逝世后，他的政绩会被评估，如有渎职，议会将罚没他的地产。